# Fiat AS.8
Il Fiat AS.8 era un motore aeronautico da competizione a 16 cilindri a V raffreddato a liquido realizzato dall'azienda italiana Fiat Aviazione alla fine degli anni trenta del XX secolo. Il progetto, derivato del più famoso Fiat AS.6 che equipaggiò l'idrocorsa da record Macchi-Castoldi M.C.72, venne realizzato specificatamente per equipaggiare il Fiat CAMSA CS.15 che era un aereo da competizione mai completato.

## Storia

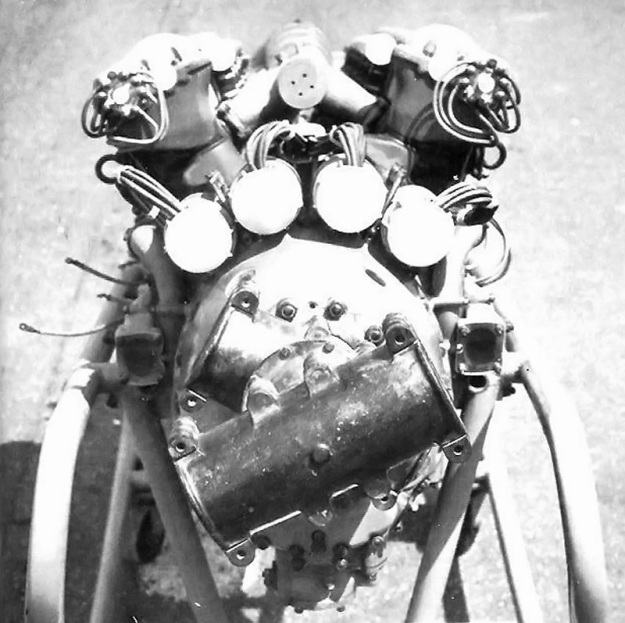
Vista frontale del motore Fiat AS.8.

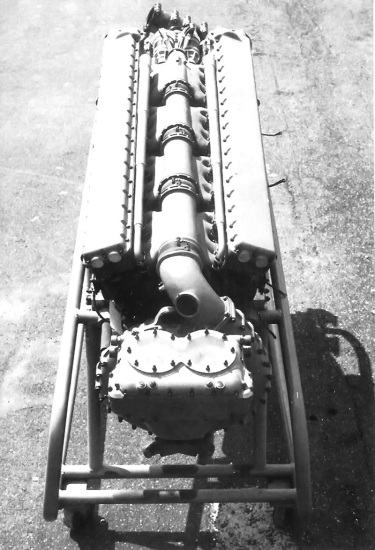
Vista superiore del motore Fiat AS.8.

Nel tentativo di riprendersi il primato di velocità detenuto dal velivolo tedesco Messerschmitt Me 209V1, sulla fine degli anni trenta del XX secolo venne autorizzata la progettazione un nuovo motore in grado di garantire potenze di oltre 2 000 CV da montare sul nuovo aereo da competizione Fiat CAMSA CS.15. Lo sviluppo del nuovo propulsore fu affidato dalla Fiat Aviazione ad una équipe tecnica diretta dall'ingegnere Antonio Fessia, con la collaborazione di Carlo Bona, e il risultato fu un progetto moderno e lineare, dall'accurato studio fluidodinamico del complesso compressore/condotti di alimentazione/carburatori. Derivato dal precedente Fiat AS.6 che equipaggiava l'idrocorsa da record Macchi-Castoldi M.C.72, esso ne costituiva una notevole evoluzione, incorporando importanti miglioramenti sia tecnici che di prestazioni. La configurazione a 16 cilindri a V di 45° consentiva una significativa riduzione delle dimensioni dell'area frontale al fine di avere una minore resistenza aerodinamica complessiva dell'aereo e della massa potenza, ridotta a 790 kg dai 930 dello AS.6, nonostante l'utilizzo di un nuovo massiccio riduttore con due eliche controrotanti. Per la messa a punto del nuovo motore la Fiat Aviazione fece costruire ex novo una apposita stazione sperimentale sulle rive del torrente Sangone, vicino a Mirafiori, dove venne installata una turbosoffiante Brown-Boveri capace di creare un vento di 1.000 CV/h.
Tra il 1940 e il 1941 furono condotte intense prove al banco, e il motore dimostrò di avere prestazioni ben superiori a quelle previste dal contratto. La potenza massima raggiunta al banco fu di 2.250 CV, anche se era previsto che il propulsore potesse erogare una potenza massima per brevi periodi di 2.500 CV. Secondo alcune stime con questo motore il CMASA CS.15 avrebbe potuto raggiungere una velocità massima pari a 800 km/h. A causa del negativo andamento della guerra la Fiat Aviazione non poté completare lo sviluppo su scala industriale del motore AS.8 ad alte prestazioni, che avrebbe potuto essere utilizzato sugli aerei da caccia della Regia Aeronautica, fornendo le necessarie prestazioni in termini di potenza. Dati i tempi necessari per lo sviluppo, che questo motore avrebbe comportato, si preferì costruire su licenza il DB.605 con la sigla RA.1050; abbandonandone lo sviluppo all'inizio del conflitto.
I tecnici della fabbrica riuscirono a salvare entrambi i propulsori realizzati durante il periodo bellico per un possibile riutilizzo. Nel dopoguerra un esemplare rimase di proprietà della Fiat, mentre il secondo, assegnato alla Regia Aeronautica, divenne in disponibilità della collezione motori del Museo storico dell'Aeronautica Militare di Vigna di Valle dove si trova tuttora esposto, completamente restaurato. Quello di proprietà Fiat è in disponibilità alla AVIO ma non è visibile ai visitatori.

### Tecnica

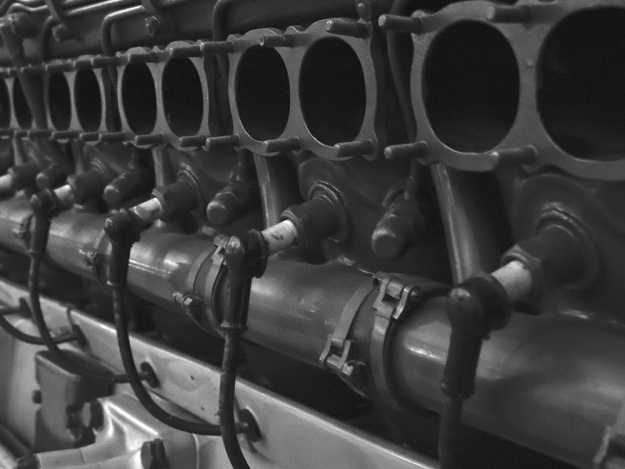
Particolare laterale del motore AS.8.

Il nuovo motore era un 16 cilindri a V raffreddato a liquido e dotato di compressore in grado di sviluppare una pressione massima di 1 350 mmHg. I 16 cilindri erano disposti a V con angolo di 45° in due gruppi da 8 cilindri ciascuno, con i ruotismi che comandavano la distribuzione in corrispondenza del gruppo riduttore.
Il gruppo riduttore era collegato a due eliche controrotanti, con un movimento comandato da un unico ingranaggio riduttore a doppia uscita, al contrario dell'AS.6 che aveva le eliche controrotanti indipendenti, con un moto che si originava da due alberi motori in tandem.
L'albero a gomiti dell'AS.8 era unico e aveva 8 supporti al banco per prevenire le possibili oscillazioni; con un albero motore così lungo, gli ingranaggi che comandavano la distribuzione furono previsti in prossimità del riduttore, dove l'oscillazione era massima, per ridurla.
Nelle prove al banco effettuate agli inizi del 1940, il motore mostrò una potenza massima al picco di 2 250 CV a 3 200 giri/min, insieme ad una rilevante robustezza con oltre 100 ore di funzionamento ininterrotto, mentre il predecessore vantava soltanto un'ora come limite massimo di utilizzo.

## Velivoli utilizzatori
Fiat CS.15 (prototipo mai costruito).

### Annotazioni
1. ↑  Questo complesso fu sempre un vero e proprio “tallone di Achille” del precedente AS.6, e impedì al  Macchi-Castoldi M.C.72 di partecipare alla Coppa Schneider del 1931.

### Fonti
1. ↑  Montalbano 1980, p. 40.
2. 1 2 3 4 5  De Montis 2020, p. 91.
3. 1 2 3 4 5 6 7  Montalbano 1980, p. 39.
4. 1 2 3  De Montis 2020, p. 92.
5. ↑  De Montis 2020, p. 93.